# Боско II (Ређо ди Калабрија)
Боско II је насеље у Италији у округу Ређо ди Калабрија, региону Калабрија.
Према процени из 2011. у насељу је живело 85 становника. Насеље се налази на надморској висини од 70 м.